# West Ham United Football Club 2014-2015
Questa pagina raccoglie i dati riguardanti il West Ham United Football Club nelle competizioni ufficiali della stagione 2014-2015.

## Rosa
Rosa aggiornata al 27 dicembre 2014.
| N. |                          | Ruolo | Calciatore       |
| -- | ------------------------ | ----- | ---------------- |
| 2  | Nuova Zelanda (bandiera) | D     | Winston Reid     |
| 3  | Inghilterra (bandiera)   | D     | Aaron Cresswell  |
| 4  | Inghilterra (bandiera)   | C     | Kevin Nolan      |
| 5  | Inghilterra (bandiera)   | D     | James Tomkins    |
| 7  | Inghilterra (bandiera)   | C     | Matthew Jarvis   |
| 8  | Senegal (bandiera)       | C     | Cheikhou Kouyaté |
| 9  | Inghilterra (bandiera)   | A     | Andy Carroll     |
| 10 | Argentina (bandiera)     | A     | Mauro Zárate     |
| 11 | Inghilterra (bandiera)   | C     | Stewart Downing  |
| 12 | Portogallo (bandiera)    | A     | Ricardo Vaz Tê   |
| 13 | Spagna (bandiera)        | P     | Adrian           |
| 14 | Inghilterra (bandiera)   | C     | Ravel Morrison   |
| 15 | Senegal (bandiera)       | A     | Diafra Sakho     |
| 16 | Inghilterra (bandiera)   | C     | Mark Noble       |

| N. |                           | Ruolo | Calciatore         |
| -- | ------------------------- | ----- | ------------------ |
| 17 | Irlanda (bandiera)        | D     | Joey O'Brien       |
| 18 | Inghilterra (bandiera)    | D     | Carl Jenkinson     |
| 19 | Galles (bandiera)         | D     | James Collins      |
| 20 | Costa d'Avorio (bandiera) | D     | Guy Demel          |
| 21 | Francia (bandiera)        | C     | Morgan Amalfitano  |
| 22 | Finlandia (bandiera)      | P     | Jussi Jääskeläinen |
| 23 | Inghilterra (bandiera)    | C     | Diego Poyet        |
| 24 | Inghilterra (bandiera)    | A     | Carlton Cole       |
| 30 | Camerun (bandiera)        | C     | Alexandre Song     |
| 31 | Ecuador (bandiera)        | A     | Enner Valencia     |
| 32 | Inghilterra (bandiera)    | D     | Reece Burke        |
| 33 | Inghilterra (bandiera)    | D     | Daniel Potts       |

## Risultati

### Barclays Premier League
| Arbitro: | Chris Foy |

|  |           |            |
|  | Marcatori | 90+3’ Dier |

| Arbitro: | Mark Clattenburg |

|             |           |                                 |
| Chamakh 48’ | Marcatori | 34’ Zarate 37’ Downing 34’ Cole |

| Arbitro: | Mike Dean |

|           |           |                                 |
| Noble 27’ | Marcatori | 45’, 68’ Schneiderlin 83’ Pellè |

| Arbitro: | Martin Atkinson |

|                         |           |                        |
| Hernández 39’ Diamé 64’ | Marcatori | 50’ Valencia 67’ Sakho |

| Arbitro: | Craig Pawson |

|                                 |           |              |
| Reid 2’ Sakho 7’ Amalfitano 88’ | Marcatori | 26’ Sterling |

| Arbitro: | Lee Mason |

|                          |           |           |
| Rooney 5’ Van Persie 22’ | Marcatori | 37’ Sakho |

| Arbitro: | Anthony Taylor |

|                            |           |  |
| Onuoha 5’ (aut.) Sakho 59’ | Marcatori |  |

| Arbitro: | Kevin Friend |

|          |           |                                 |
| Boyd 60’ | Marcatori | 49’ Sakho 54’ Valencia 70’ Cole |

| Arbitro: | Martin Atkinson |

|                          |           |           |
| Amalfitano 21’ Sakho 75’ | Marcatori | 77’ Silva |

| Arbitro: | Chris Foy |

|                     |           |                          |
| Moses 33’ Diouf 56’ | Marcatori | 60’ Valencia 73’ Downing |

| Londra 8 novembre 2014, ore 16:00 CET 11ª giornata | West Ham Utd  | 0 – 0 referto | Aston Villa | Boleyn Ground (34.857 spett.)\| Arbitro: \| Jonathan Moss \| |
| Arbitro:                                           | Jonathan Moss |               |             |                                                              |

| Arbitro: | Mark Clattenburg |

|                      |           |            |
| Lukaku 26’ Osman 73’ | Marcatori | 56’ Zarate |

| Arbitro: | Mike Dean |

|               |           |  |
| Cresswell 56’ | Marcatori |  |

| Arbitro: | Mike Jones |

|            |           |                         |
| Dawson 10’ | Marcatori | 35’ Nolan 45+3’ Tomkins |

| Arbitro: | Chris Foy |

|                            |           |          |
| Carroll 41’, 66’ Sakho 87’ | Marcatori | 19’ Bony |

| Arbitro: | Phil Dowd |

|                  |           |             |
| Gómez 22’ (rig.) | Marcatori | 29’ Downing |

| Arbitro: | Martin Atkinson |

|                         |           |  |
| Carroll 24’ Downing 56’ | Marcatori |  |

| Arbitro: | Michael Oliver |

|                     |           |  |
| Terry 31’ Costa 62’ | Marcatori |  |

| Arbitro: | Neil Swarbrick |

|             |           |                                |
| Kouyaté 54’ | Marcatori | 41’ (rig.) Cazorla 44’ Welbeck |

| Arbitro: | Jonathan Moss |

|           |           |              |
| Sakho 10’ | Marcatori | 42’ Berahino |

| Arbitro: | Mike Dean |

|                  |           |             |
| Noble 74’ (aut.) | Marcatori | 43’ Carroll |

| Arbitro: | Martin Atkinson |

|                                        |           |  |
| Carroll 49’ Amalfitano 69’ Downing 72’ | Marcatori |  |

| Arbitro: | Andre Marriner |

|                            |           |  |
| Sterling 51’ Sturridge 80’ | Marcatori |  |

| Arbitro: | Mark Clattenburg |

|             |           |             |
| Kouyaté 49’ | Marcatori | 90+2’ Blind |

| Southampton 11 febbraio 2015, ore 20:45 CET 25ª giornata | Southampton  | 0 – 0 referto | West Ham Utd | St Mary's Stadium (31.241 spett.)\| Arbitro: \| Craig Pawson \| |
| Arbitro:                                                 | Craig Pawson |               |              |                                                                 |

| Arbitro: | Jonathan Moss |

|                     |           |                       |
| Rose 81’ Kane 90+6’ | Marcatori | 22’ Kouyaté 62’ Sakho |

| Arbitro: | Mike Dean |

|              |           |                          |
| Valencia 76’ | Marcatori | 41’, 63’ Murray 51’ Dann |

| Arbitro: | Andre Marriner |

|  |           |            |
|  | Marcatori | 22’ Hazard |

| Arbitro: | Anthony Taylor |

|                                     |           |  |
| Giroud 45+1’ Ramsey 81’ Flamini 84’ | Marcatori |  |

| Arbitro: | Lee Mason |

|           |           |  |
| Sakho 88’ | Marcatori |  |

| Arbitro: | Mark Clattenburg |

|                        |           |             |
| Cambiasso 12’ King 86’ | Marcatori | 32’ Kouyaté |

| Arbitro: | Roger East |

|              |           |                  |
| Cresswell 7’ | Marcatori | 90+5’ Arnautović |

| Arbitro: | Anthony Taylor |

|                               |           |  |
| Collins 18’ (aut.) Agüero 36’ | Marcatori |  |

| Londra 25 aprile 2015, ore 16:00 CEST 34ª giornata | QPR        | 0 – 0 referto | West Ham Utd | Loftus Road (18.036 spett.)\| Arbitro: \| Mike Jones \| |
| Arbitro:                                           | Mike Jones |               |              |                                                         |

| Arbitro: | Jonathan Moss |

|                  |           |  |
| Noble 24’ (rig.) | Marcatori |  |

| Arbitro: | Lee Mason |

|               |           |  |
| Cleverley 31’ | Marcatori |  |

| Arbitro: | Kevin Friend |

|             |           |                        |
| Downing 62’ | Marcatori | 68’ Osman 90+3’ Lukaku |

| Arbitro: | Martin Atkinson |

|                           |           |  |
| Sissoko 54’ Gutiérrez 85’ | Marcatori |  |

### FA Cup

#### Terzo turno
| Arbitro: | Anthony Taylor |

|              |           |             |
| Lukaku 90+1’ | Marcatori | 56’ Collins |

| Arbitro: | Neil Swarbrick |

|                                                                                 |                      |                                                                             |
| Valencia 51’ Cole 113’                                                          | Marcatori            | 82’ Mirallas 97’ Lukaku                                                     |
| Noble Nolan Carroll Cresswell Downing Cole Valencia Amalfitano Jenkinson Adrián | Tiri di rigore 9 – 8 | Mirallas Naismith Lukaku Baines Oviedo Barry Stones Jagielka Coleman Robles |

#### Sedicesimi di finale
| Arbitro: | Lee Mason |

|  |           |           |
|  | Marcatori | 81’ Sakho |

#### Ottavi di finale
| Arbitro: | Martin Atkinson |

|                                          |           |  |
| Ideye 20’, 57’ Morrison 42’ Berahino 72’ | Marcatori |  |

### Football League Cup

#### Secondo turno
| Arbitro: | James Linington |

|                                     |                      |                                       |
| Sakho 40’                           | Marcatori            | 57’ (aut.) Reid                       |
| Noble Downing Zárate Poyet Valencia | Tiri di rigore 4 – 5 | Davies Collins McNulty McEveley Doyle |

## Statistiche

### Statistiche di squadra
| Competizione   | Punti | In casa | In casa | In casa | In casa | In casa | In casa | In trasferta | In trasferta | In trasferta | In trasferta | In trasferta | In trasferta | Totale | Totale | Totale | Totale | Totale | Totale | DR |
| Competizione   | Punti | G       | V       | N       | P       | Gf      | Gs      | G            | V            | N            | P            | Gf           | Gs           | G      | V      | N      | P      | Gf     | Gs     | DR |
| -------------- | ----- | ------- | ------- | ------- | ------- | ------- | ------- | ------------ | ------------ | ------------ | ------------ | ------------ | ------------ | ------ | ------ | ------ | ------ | ------ | ------ | -- |
| Premier League | 47    | 19      | 9       | 4       | 6       | 25      | 18      | 19           | 3            | 7            | 9            | 19           | 29           | 38     | 12     | 11     | 15     | 44     | 47     | -3 |
| FA Cup         | -     | 1       | 0       | 1       | 0       | 2       | 2       | 3            | 1            | 1            | 1            | 2            | 5            | 4      | 1      | 2      | 1      | 4      | 8      | -4 |
| League Cup     | -     | 1       | 0       | 0       | 1       | 1       | 1       | 0            | 0            | 0            | 0            | 0            | 0            | 1      | 0      | 0      | 1      | 1      | 1      | -  |
| Totale         | -     | 21      | 9       | 5       | 7       | 28      | 21      | 22           | 4            | 8            | 10           | 21           | 34           | 43     | 13     | 13     | 17     | 49     | 56     | -7 |

### Statistiche dei giocatori
| Giocatore       | Premier League | Premier League | Premier League | Premier League | FA Cup   | FA Cup | FA Cup      | FA Cup     | League Cup | League Cup | League Cup  | League Cup | Totale   | Totale | Totale      | Totale     |
| Giocatore       | Presenze       | Reti           | Ammonizioni    | Espulsioni     | Presenze | Reti   | Ammonizioni | Espulsioni | Presenze   | Reti       | Ammonizioni | Espulsioni | Presenze | Reti   | Ammonizioni | Espulsioni |
| --------------- | -------------- | -------------- | -------------- | -------------- | -------- | ------ | ----------- | ---------- | ---------- | ---------- | ----------- | ---------- | -------- | ------ | ----------- | ---------- |
| Adrián          | 38             | 0              | 3              | 1              | 4        | 0      | 0           | 0          | 0          | 0          | 0           | 0          | 42       | 0      | 3           | 1          |
| M. Amalfitano   | 24             | 3              | 3              | 0              | 4        | 0      | 1           | 1          | 0          | 0          | 0           | 0          | 28       | 3      | 4           | 1          |
| R. Burke        | 5              | 0              | 0              | 0              | 0        | 0      | 0           | 0          | 1          | 0          | 0           | 0          | 6        | 0      | 0           | 0          |
| A. Carroll      | 14             | 5              | 2              | 0              | 2        | 0      | 0           | 0          | 0          | 0          | 0           | 0          | 16       | 5      | 2           | 0          |
| C. Cole         | 22             | 2              | 2              | 0              | 3        | 1      | 1           | 0          | 0          | 0          | 0           | 0          | 25       | 3      | 3           | 0          |
| J. Collins      | 27             | 0              | 6              | 1              | 2        | 1      | 0           | 0          | 0          | 0          | 0           | 0          | 29       | 1      | 6           | 1          |
| A. Cresswell    | 38             | 2              | 5              | 0              | 4        | 0      | 0           | 0          | 0          | 0          | 0           | 0          | 42       | 2      | 5           | 0          |
| G. Demel        | 6              | 0              | 0              | 0              | 1        | 0      | 0           | 0          | 1          | 0          | 0           | 0          | 8        | 0      | 0           | 0          |
| M. Diamé        | 3              | 0              | 0              | 0              | 0        | 0      | 0           | 0          | 1          | 0          | 0           | 0          | 4        | 0      | 0           | 0          |
| S. Downing      | 37             | 6              | 3              | 0              | 4        | 0      | 0           | 0          | 1          | 0          | 0           | 0          | 42       | 6      | 3           | 0          |
| J. Jaaskelainen | 1              | 0              | 0              | 0              | 0        | 0      | 0           | 0          | 1          | 0          | 0           | 0          | 2        | 0      | 0           | 0          |
| M. Jarvis       | 10             | 0              | 0              | 0              | 2        | 0      | 0           | 0          | 0          | 0          | 0           | 0          | 12       | 0      | 0           | 0          |
| C. Jenkinson    | 32             | 0              | 2              | 0              | 4        | 0      | 0           | 0          | 0          | 0          | 0           | 0          | 36       | 0      | 2           | 0          |
| C. Kouyaté      | 31             | 4              | 5              | 0              | 1        | 0      | 0           | 0          | 0          | 0          | 0           | 0          | 32       | 4      | 5           | 0          |
| E. Lee          | 1              | 0              | 0              | 0              | 0        | 0      | 0           | 0          | 0          | 0          | 0           | 0          | 1        | 0      | 0           | 0          |
| R. Morrison     | 1              | 0              | 0              | 0              | 0        | 0      | 0           | 0          | 1          | 0          | 1           | 0          | 2        | 0      | 1           | 0          |
| Nenê            | 8              | 0              | 0              | 0              | 0        | 0      | 0           | 0          | 0          | 0          | 0           | 0          | 8        | 0      | 0           | 0          |
| M. Noble        | 28             | 2              | 4              | 0              | 4        | 0      | 1           | 0          | 1          | 0          | 0           | 0          | 33       | 2      | 5           | 0          |
| K. Nolan        | 29             | 1              | 2              | 0              | 4        | 0      | 2           | 0          | 0          | 0          | 0           | 0          | 33       | 1      | 4           | 0          |
| J. O'Brien      | 9              | 0              | 2              | 0              | 2        | 0      | 0           | 0          | 0          | 0          | 0           | 0          | 11       | 0      | 2           | 0          |
| D. Potts        | 0              | 0              | 0              | 0              | 0        | 0      | 0           | 0          | 1          | 0          | 0           | 0          | 1        | 0      | 0           | 0          |
| D. Poyet        | 3              | 0              | 1              | 0              | 1        | 0      | 0           | 0          | 1          | 0          | 0           | 0          | 5        | 0      | 1           | 0          |
| W. Reid         | 30             | 1              | 11             | 0              | 2        | 0      | 0           | 0          | 1          | 0          | 0           | 0          | 33       | 1      | 11          | 0          |
| D. Sakho        | 23             | 10             | 2              | 0              | 2        | 1      | 0           | 0          | 1          | 1          | 0           | 0          | 26       | 12     | 2           | 0          |
| A. Song         | 28             | 0              | 3              | 0              | 3        | 0      | 0           | 0          | 0          | 0          | 0           | 0          | 31       | 0      | 3           | 0          |
| J. Tomkins      | 22             | 1              | 6              | 0              | 3        | 0      | 0           | 0          | 0          | 0          | 0           | 0          | 25       | 1      | 6           | 0          |
| E. Valencia     | 32             | 4              | 2              | 0              | 4        | 1      | 0           | 0          | 1          | 0          | 0           | 0          | 37       | 5      | 2           | 0          |
| R. Vaz Tê       | 4              | 0              | 0              | 0              | 0        | 0      | 0           | 0          | 1          | 0          | 0           | 0          | 5        | 0      | 0           | 0          |
| M. Zarate       | 7              | 2              | 1              | 0              | 0        | 0      | 0           | 0          | 1          | 0          | 0           | 0          | 8        | 2      | 1           | 0          |